# Alfred Potiquet

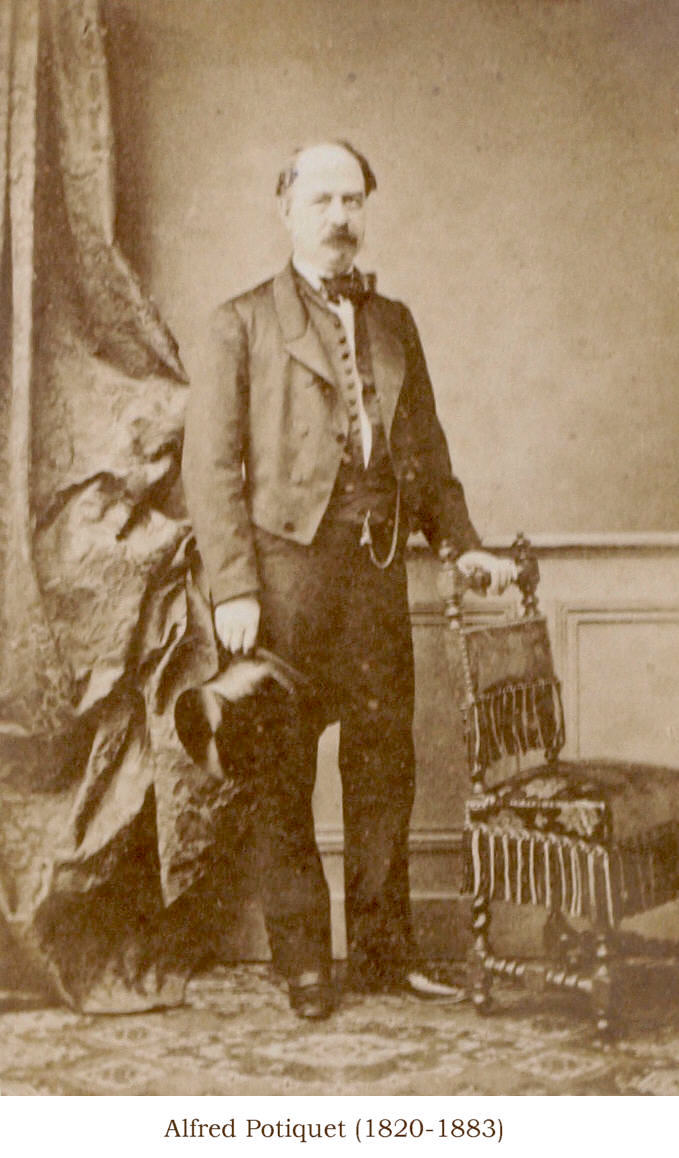

De Fransman Alfred Potiquet publiceerde in 1861 in Parijs de eerste geïllustreerde postzegelcatalogus ter wereld onder de titel Catalogue des timbre-postes crées dans les divers états du monde. Hierin waren 1080 postzegels en 132 postwaardestukken opgenomen.
Alfred Potiquet had toegang tot de registratie van postzegels en postwaardestukken door Oscar Berger-Levrault, een boekhandelaar in Straatsburg. Deze registratie wordt gezien als de eerste postzegelcatalogus ter wereld, echter zonder illustraties en niet bestemd voor publicatie. Potiquet deed aanvullingen, corrigeerde fouten, voegde illustraties toe en publiceerde zijn catalogus. Er ontbreken echter zegels waarvan toen nog niets bekend was, zoals de Blauwe en Rode Mauritius.
In Engeland werkt John Edward Gray aan een soortgelijk project.